# Malcolm III
Malcolm III, Malcolm III Cenmore po szkocku Máel Coluim mac Donnchada (urodzony 1031, zmarły 13 listopada 1093), znany też pod przydomkiem Cenn Mór (po szkocku wielka głowa), zangielszczonym jako Cenmore – król Szkocji w latach 1058-1093. Jego imię, Máel Coluim (zangielszczone jako Malcolm) znaczy dosłownie sługa Kościoła.

## Życie
Malcolm III urodził się w 1031, był najstarszym synem króla Duncana I. Jako najstarszy syn został wyznaczony na następcę tronu. W 1040, gdy miał zaledwie 9 lat, jego ojciec został zabity w bitwie przez Makbeta - jego kuzyna. Makbet został nowym królem Szkocji, a Malcolm zmuszony był się ukrywać przed nim. Schronienia użyczył mu na swym dworze w Anglii, ówczesny król Danii i Anglii Hardekanut.
W 1042 zmarł Hardekanut, a królem Anglii został Edward Wyznawca, mający niechętny stosunek do Malcolma. Dopiero w 1053 zdecydował się pomóc mu w odzyskaniu tronu szkockiego użyczając armii i broni. W tym samym roku 22-letni Malcolm na czele swej armii najechał Szkocję. Wsparcia udzielili mu także możnowładcy z południowej Szkocji. W 1057 Malcolm zamordował Makbeta, a w 1058 jego syna - Lulacha, który przejął po nim tron. 25 kwietnia 1058 został koronowany w Pałacu Scone na króla Szkocji.

## Małżeństwa
W 1065 żoną Malcolma została Ingibiorg Finnsdottir, córka earla Orkney. Ingibiorg zmarła pięć lat po ślubie, w 1070. Miał z nią trójkę dzieci:
- Duncana II (1060-12 listopada 1094), króla Szkocji,
- Malcolma (ok. 1094), księcia Szkocji,
- Donalda (zm. 1085), księcia Szkocji.

Po śmierci Ingibiorg wziął za żonę Margaret (później ogłoszoną świętą), córkę Edwarda Wygnańca - króla Anglii. Margaret zaczęła szerzyć chrześcijaństwo w Szkocji - mimo że ten kraj dawno był już schrystianizowany, to pogańskie ceremonie i obrzędy były tam wciąż żywe. Malcolm i Margaret mieli ośmioro dzieci:
- Edwarda (1071 - 1093), księcia Szkocji,
- Edmunda (1072-1097), króla Szkocji,
- Ethelreda (zm. 1120), księcia Szkocji, earla Fife,
- Edgara (1074-1107), króla Szkocji,
- Aleksandra I (1078-1124), króla Szkocji,
- Dawida I (1080-1153), króla Szkocji,
- Matyldę (także: Edytę) (ok. 1080-1118), żonę króla angielskiego Henryka I Beauclerca,
- Marię (zm. 1116), żonę Eustachego III, hrabinę Boulogne.

## Konflikt z Anglią
W 1066 Malcolm popadł w konflikt z Anglią. Spory z południowym sąsiadem zakończyły się w 1072, kiedy Malcolm pod naciskiem króla Wilhelma II Rudego zaprzysiągł podległość Anglii, co wywołało niemałe kontrowersje wśród dworu i samej ludności Szkocji, ponieważ oznaczało koniec stuprocentowej suwerenności tego państwa.
W 1093 Malcolm postanowił odzyskać niepodległość Szkocji i rozpoczął wojnę z Wilhelmem II. Ten jednak miał dobrze zorganizowaną armię i szybko powstrzymał Malcolma. Król Szkocji zginął 13 listopada 1093 w bitwie pod Alnwick, w której król Anglii zaatakował armię szkocką z zaskoczenia. W tej samej bitwie zginął także syn Malcolma, Edward, co oznaczało wielką porażkę Szkotów.
Malcolm III został pochowany w klasztorze benedyktyńskim Durnfemline, wybudowanym przez jego żonę Margaret w 1070. Następcą Malcolma został jego brat, Donald III.

## Genealogia
| 4. Crínán z Dunkeld   |  |             |  |  |                |
|                       |  | 2. Duncan I |  |  |                |
| 5. Księżniczka Bethóc |  |             |  |  |                |
|                       |  |             |  |  | 1. Malcolm III |
| 6. Eryk Hlathir (?)   |  |             |  |  |                |
|                       |  | 3. Suthen   |  |  |                |
| 7. Nieznana           |  |             |  |  |                |
|                       |  |             |  |  |                |

## W kulturze

### Literatura
Malkolm, syn króla Dunkana, postać z tragedii Makbet Williama Shakespeare’a, była prawdopodobnie inspirowana królem Malcolmem III.

### Gry wideo
W serii gier wideo Crusader Kings jednym z grywalnych władców jest Malcolm III 'Canmore' Dunkeld, przedstawiony jako król Szkocji.